# Mundham
Mundham är en civil parish i Storbritannien.   Den ligger i grevskapet Norfolk och riksdelen England, i den sydöstra delen av landet, 150 km nordost om huvudstaden London. Antalet invånare är 168. Arean är 6,3 kvadratkilometer.
Terrängen i Mundham är mycket platt.